# سینما استقلال (خرم‌آباد)
سینما استقلال یک سینما در شهر خرم‌آباد، ایران است.
این سینما که در سال ۱۳۴۰ با نمایش فیلم قهرمانان تأسیس شده هم‌اکنون متعلق به حوزه هنری می‌باشد و دارای ۲ سالن می‌باشد.